# Abba Achimeïr

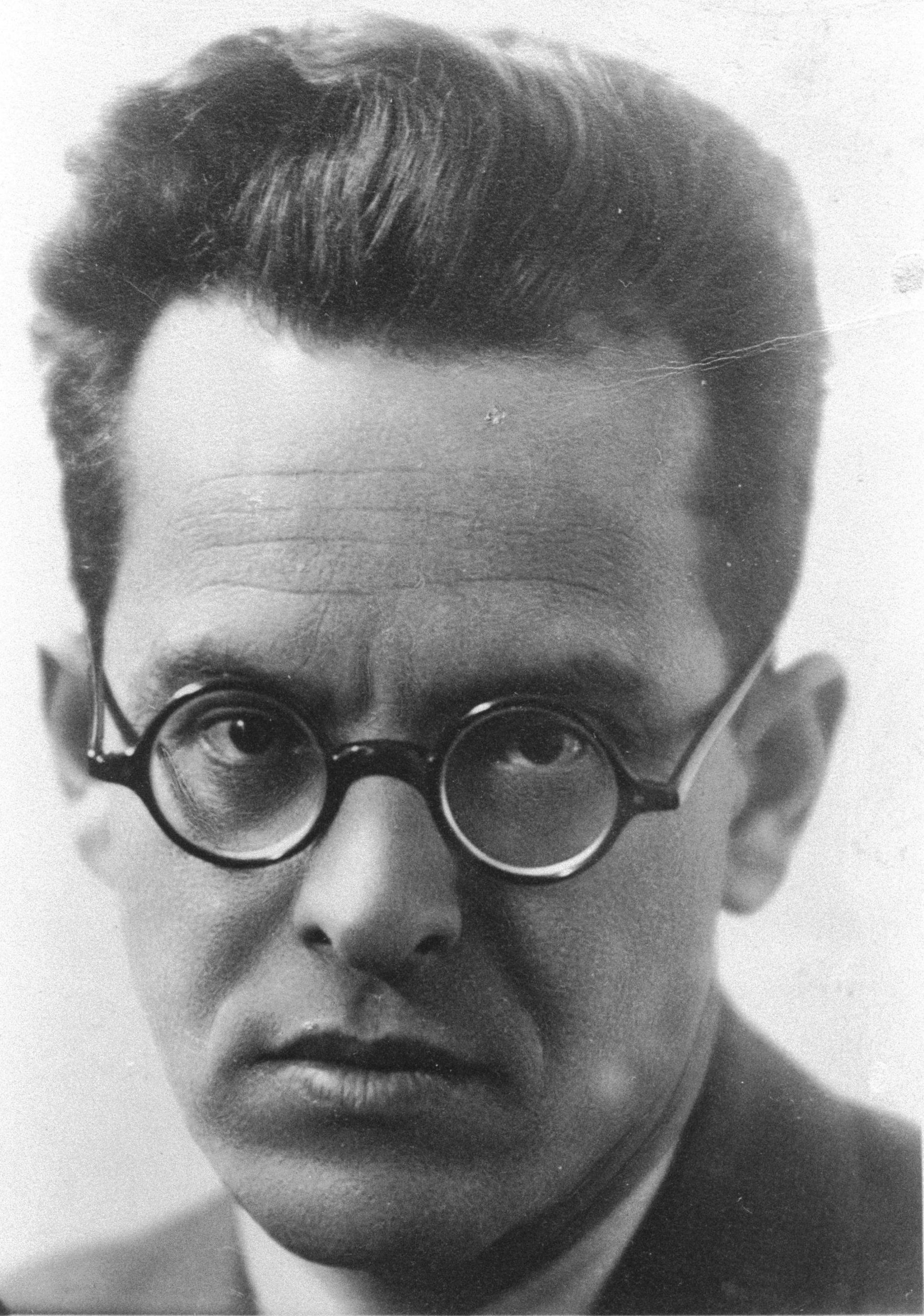
Abba Achimeïr (circa 1932)

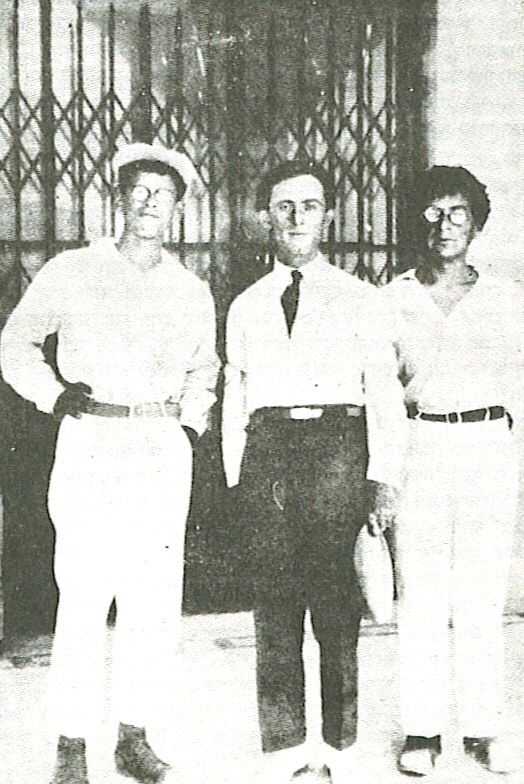
Abba Ahimeir, Oeri Tsvi Grienberg en Jehoshoea Jevin, begin jaren 1930

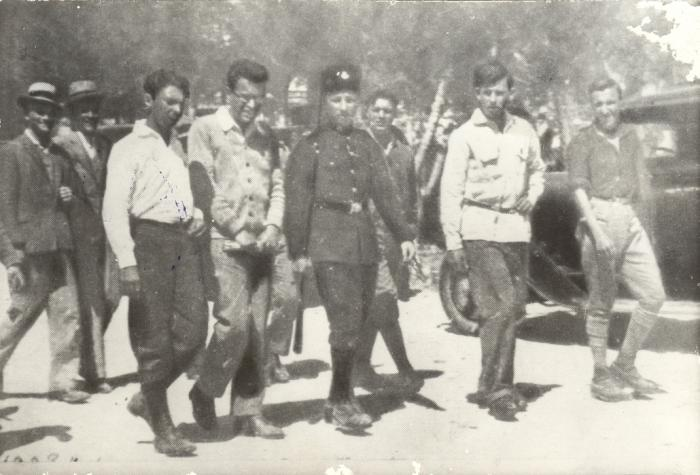
Abba Achimeïr wordt met handboeien om naar de rechtbank geleid, 1933

Abba Achimeïr (Hebreeuws: אב"א אחימאיר), geboren als Abba Sha'oel Heisinovich/Geisinovich (Russisch: Аба Шойл Гайсинович) (Babroejsk, Keizerrijk Rusland, thans Wit-Rusland, 2 november 1897 – Tel Aviv, 6 juni 1962), was een Israëlische publicist, historicus en journalist voor onder andere de Hebreeuwse kranten Davar, HaPoël HaTsaïr, Contras, Ha'aretz en vanaf 1928 van Doar HaJom. Hij was de ideoloog van het "Maximalistische Revisionisme", dat naar de stichting van een Joodse staat aan beide oevers van de Jordaan op het gebied van het Britse mandaatgebied Palestina streefde en een van de drie oprichters van de bond Brit HaBirioniem, samen met de Hebreeuwse dichter Oeri Tsvi Grienberg en de arts en schrijver Jehosjoe'a Jevin. Briet HaBirioniem werd het eerste Joodse verzet tegen de Britten in het mandaatgebied Palestina met zulke prominente namen. Birioniem was een denigrerend woord, dat rabbijnen in de Talmoed gebruikten voor extreme joodse zeloten of sicariërs (dolkmannen) tijdens de Joodse opstand in de eerste eeuw. Deze sicariërs doodden soms andere joden, die in hun ogen te gematigd in de strijd tegen de Romeinen stonden. De Briet HaBirioniem-groep deed van 1930 tot 1933 acties als het blazen op de sjofar bij de klaagmuur, wat toen verboden was, of het helpen van Joden in Palestina, waarvan het toeristenvisum verlopen was.
Abba Achimeïr werd geboren in Wit-Rusland, dat toen deel uitmaakte van het tsaristische Rusland, dat later communistisch werd. In 1912, toen hij 15 jaar oud was, was hij voor het eerst in Palestina, dat toen nog deel uitmaakte van het Ottomaanse Rijk en studeerde twee jaar op het gymnasium 'Herzlia' in Jaffa (later lag deze school in Tel Aviv). In 1914 was hij op vakantie bij zijn ouders in Rusland. Doordat de Eerste Wereldoorlog uitbrak kon hij niet terug naar Palestina en maakte hij zijn studie af in Rusland. In 1919 studeerde hij aan de universiteit van Kiev. In 1920 verliet hij de Sovjet-Unie. Hij studeerde filosofie in Luik en Wenen en behaalde in 1924 in Wenen de doctorsgraad in de filosofie op een proefschrift over een boek van Oswald Spengler Der Untergang des Abendlandes (vertaald in het Nederlands als De Ondergang van het Avondland (het 'avondland' is een poëtisch woord voor 'het westen').
In 1924 emigreerde hij naar het inmiddels Britse mandaatgebied Palestina, waar hij lid werd van HaPoël HaTsaïr ('De Jonge Arbeider') en journalist werd van de linkse kranten Davar en HaPoël HaTsaïr. Hij nam de naam Achimeïr aan, wat de broer van Meïr betekent. Zijn broer sneuvelde in de Pools-Russische oorlog.
In 1928 brak hij met links en HaPoël HaTsaïr die een communistische Oktoberrevolutie in Palestina nastreefde en werd revisionistisch zionist. Hij kreeg een grote invloed op de jeugdbeweging Betar en gaf les in ideologie aan leiders van deze beweging.
In het Hebreeuwstalige dagblad Doar HaJom (in Hebreeuwse letters דואר היום), dat van 1919 tot 1936 in Palestina verscheen, schreef hij in de herfst van 1928 een serie van acht artikelen MePinkaso sjel Fasjistan (מפנקסו של פשיסטן, 'Uit het notitieboek van een fascist'). Doar HaJom was een van drie Hebreeuwse dagbladen in het Palestina van de jaren dertig, naast het dagblad Ha'arets, dat nog steeds bestaat en Davar dat tot 1996 bestond. Het had toen een oplage van zo'n 5000. Ze'ev Jabotinski, de leider van de revisionistische beweging was in 1928 en 1929 de hoofdredacteur van Doar HaJom. Maar Ze'ev Jabotinski kreeg in 1930, nadat hij Palestina had verlaten voor een congres, van de Britten geen toestemming om terug te keren, omdat er rellen geweest waren in Palestina.
In 1929, vlak nadat Arabieren in Hebron een bloedbad hadden aangericht, waarbij 67 Joden om het leven kwamen, demonstreerde Achimeïr tegen Mister Shiels in Tel Aviv. Hij werd in de Allenby Street gearresteerd en geslagen door de politie.
Abba Achimeïr werd in 1930 de ideoloog van het maximalistische revisionisme. Het was anticommunistisch, anti-Arabisch en anti-Brits. Achimeïr wilde Palestina naar Italiaans fascistisch model inrichten. In 1932 stelde Abba Achimeïr op het vijfde partijcongres van de Nieuwe Zionistische Partij voor om de revisionistische partij autoritair in te richten met Ze'ev Jabotinski als een soort duce. Ze'ev Jabotinski was daar echter tegen.
In januari 1933 kwam Adolf Hitler in Duitsland aan de macht. In 1933 onderhandelde Chaim Arlosoroff namens het Joods Agentschap (Jewish Agency) met de Duitse regering voor een overeenkomst waardoor Duitse Joden vanuit Duitsland naar Palestina konden emigreren met een speciale financiële regeling, het Ha'avara-Abkommen. Abba Achimeïr hekelde Arlosoroff in de krant van de maximalistische revisionisten, Chaziet-Ha'Am, waar hij redacteur van was. Hij refereerde aan hem als Arel-zeh-rav, wat zoiets als 'onbesneden-het is veel' betekent. Abba Achimeïr werd een van de felste tegenstanders van het Ha'avara-Abkommen. Hij demonstreerde in 1933 met Brit haBirionim tegen de Duitse ambassade in Jeruzalem door op het dak van de ambassade te klimmen en de vlag met hakenkruis eraf te halen. Ook in Jaffa gebeurde dat. Ook organiseerde Briet HaBirioniem een boycot van Duitse artikelen.
Op 16 juni 1933 werd Chaim Arlosoroff vermoord toen hij met zijn vrouw op het strand van Tel Aviv liep. Arlosoroff was een paar dagen daarvoor uit Duitsland teruggekeerd. Links van de jisjoev in Palestina beschuldigde de revisionisten van de moord. Abba Achimeir, Ze'evi Rosenblatt en Abraham Stavsky werden door de Palestine Police Force gearresteerd als verdachten van de moord op Chaim Arlosoroff. In Achimeirs huis werd een niet gepubliceerd werk gevonden, het Boek van de Sicariërs (Sefer haBirionim) dat in bepaalde gevallen vormen van individueel geweld billijkte. Rosenblatt en Achimeir werden spoedig weer vrijgelaten, maar Stavsky werd ervan verdacht de dader te zijn. Wegens gebrek aan bewijs werd hij later weer vrijgelaten. Abba Achimeir verloor in 1933 veel van zijn invloed, die hij na het Arabische geweld van 1929 tegen Joden in Palestina had gekregen. De birioniem werd een klein groepje binnen het revisionistische zionisme. Menachem Begin liet vele jaren later tijdens zijn regering opnieuw een onderzoek uitvoeren om de toedracht van de moord op Chaim Arlosoroff vast te stellen. De uitkomst was dat Rosenblatt en Stavsky niets met de moord te maken hadden. In een interview later zei Menachem Begin dat de vreselijke beschuldiging dat de revisionisten de moord gepleegd hadden tot grote verdeeldheid tussen links en rechts in de jisjoev geleid had, wat de vorming van de staat Israël had vertraagd.
De moord op Arlosoroff is nog steeds niet opgelost. Behalve revisionistische zionisten worden de Britten en de Duitsers als mogelijke daders genoemd. Eén theorie noemt Joseph Goebbels, die in 1933 de Duitse minister van Propaganda werd. Hij was met Magda Behrend getrouwd. Magda Behrend had de zus van Chaim Arlosoroff tijdens WO I leren kennen. Later raakten Chaim Arlosoroff en Magda Behrend bevriend, maar omdat ze hem niet wilden volgen naar Palestina werd de relatie afgebroken. Arlosoroff zou in 1933 toen hij namens het Joods Agentschap onderhandelde met Duitse regering ook contact met haar gezocht hebben omdat hij van de gelegenheid gebruik wilde maken om Goebbels te interviewen over de Ha'avara-Abkommen. Haviv Kanaan suggereerde in de Israëlische pers in het midden van de jaren 1970 dat Joseph Goebbels daarna twee agenten naar Palestina gestuurd zou hebben, Theo Korth en Heinz Geronda, om hem te vermoorden, maar gaf Kanaan daar geen bron van op.
Abba Achimeir werd in juni 1934 veroordeeld tot een straf van 21 maanden wegens het aanzetten tot opstand tegen het Britse gezag in het mandaatgebied als organisator van de Birioniem. Hij zat tot augustus 1935 gevangen in cel 19 van de centrale gevangenis van Jeruzalem.
Na zijn vrijlating in augustus 1935 trouwde Abba Achimeïr met een familielid, Sonia Astrachan. In 1937 werd hij na het schrijven van artikelen in HaJarden, opnieuw gevangengenomen, samen met Irgoenleden, en bleef drie maanden in de gevangenis van Akko.
Abba Achimeïr noemde zijn sympathieën voor het fascisme zijn jeugdzonde, maar hij bleef wel rechts. Hij is geen lid of kandidaat-lid geweest van de Knesset. 
Hij heeft onder andere een boek geschreven over de affaire Arlosoroff. Ook gaf hij later lezingen over de geschiedenis en in 1951 werkte hij mee aan een Hebreeuwse encyclopedie over de Russische literatuur en geschiedenis. Hij leverde onder andere een bijdrage over Dostojevski, Hitler, de geschiedenis van Rusland en kibboets Degania.
In twaalf Israëlische steden zijn er straten naar Abba Achimeïr genoemd en op 26 november 2002 is er in Israël een postzegel van 1,20 NIS uitgegeven ter herinnering aan Abba Achimeïr. Hierop staat dat hij een grote invloed op de vorming van de ideologie van de Irgoen en Lechi had. In dezelfde serie was er onder andere ook een postzegel van Abraham Stern, de oprichter van de Lechi, of Sterngroep.
Twee zonen van Abba Achimeïr, Ja'akov en Josef zijn ook journalist geworden. Ja'akov Achimeïr kreeg in maart 2012 de Israëlprijs voor communicatie. Hij doet soms interviews voor de Israëlische televisie.
In juni 2008 werd in Ramat Gan, in het huis waar hij op het laatst woonde, een archief van Abba Achimeïr geopend, Beit Aba genaamd.